# Spes Patriae
Spes Patriae (vertaald:  hoop van het vaderland, de jeugd) was een Surinaamse sportvereniging in Paramaribo voor meerdere sporten.
Spes Patriae werd op 2 maart 1946 opgericht door jongeren die wilden voorkomen dat hun leeftijdgenoten doelloos op straat rondliepen. De vereniging stelde zich ten doel om "ontspanning te bieden en de zedelijke en maatschappelijke  ontwikkeling van de leden te bevorderen." Mede was het aankweken van vaderlandsliefde een doelstelling.
Enkele oprichters waren Eddy Bruma, André Kamperveen, Bally Lochem en August Biswamitre. De vereniging richtte zich sinds het begin op jongeren uit alle bevolkingsgroepen. Enkele jaren later werden ook afdeling op Aruba en Curaçao opgericht. De eigen sportweek was populairder dan de landelijke sportweek in september.